# 舞男情未了
《舞男情未了》（英語：Gigolo and Whore II）是1992年香港的一部三級片，講述男妓（男性性工作者）的故事。由錢永強導演，蘇文星、雅南編劇，並由任達華、關之琳、 葉玉卿、呂頌賢、方中信主演。此片主要講述當紅舞男阿積的故事。

## 劇情
一間俊男巴的老闆珍妮，與旗下當紅舞男阿積感情微妙。莊臣之公司被富家女卓靈收購，飽受凌辱，遂出錢到俊男巴求授技藝。新舞男阿祿奉命出擊，要把陳卓玲追到手，卻發現她是同性戀者，阿祿傷心不已，但卻追到陳的同性戀女友。阿積親自出馬，他決定費盡心力改變陳卓玲……

## 演員
- 任達華：阿積
- 葉玉卿：珍妮
- 方中信：莊臣
- 關之琳：陳卓玲
- 呂頌賢：阿祿
- 吳雪雯：陳卓玲女友

## 票房
此片在1992年3月12日至3月25日在金公主院線上映13天，票房成功，大慨港幣8,149,959。

## 外部連結
- 香港影庫上《舞男情未了》的資料（繁體中文）